# Doryctes strigosus
Doryctes strigosus är en stekelart som beskrevs av Chen och Shi 2004. Doryctes strigosus ingår i släktet Doryctes och familjen bracksteklar. Inga underarter finns listade i Catalogue of Life.